# Châteauroux
Châteauroux é uma comuna francesa na região administrativa do Centro, no departamento Indre. Estende-se por uma área de 25,54 km². Em 2010 a comuna tinha 44 996 habitantes (densidade: 1 761,8 hab./km²). 996 hab/km².

## Tour de France

### Chegadas
- 2008 :  Mark Cavendish